# Aldo Ramírez
Aldo Leão Ramírez (Santa Marta, 18 april 1981) is een Colombiaans voetballer. Hij speelt sinds 2014 als middenvelder bij de Mexicaanse topclub Atlas Guadalajara. In 2002 debuteerde hij in het Colombiaans voetbalelftal. Gedurende de Clausura van het seizoen 2015/16 speelde Ramírez bij Cruz Azul.

## Clubcarrière
Ramírez begon zijn profloopbaan in 1999 bij Independiente Santa Fe, waarna hij in 2005 overstapte naar Atlético Nacional. Met die club won hij driemaal de Colombiaanse landstitel. In 2007 vertrok Ramírez naar de Mexiaanse club Monarcas Morelia. Medio 2014 tekende hij een contract bij Atlas Guadalajara.

## Interlandcarrière
Onder leiding van bondscoach Reinaldo Rueda maakte Ramírez zijn debuut voor het Colombiaans voetbalelftal op 20 november 2002 in het oefenduel tegen Honduras (1–0) in San Pedro Sula. Hij viel in die wedstrijd na 85 minuten in voor Javier Restrepo. In mei 2014 werd Ramírez door bondscoach José Pékerman opgenomen in de selectie voor het wereldkampioenschap voetbal in Brazilië. Een week voor het toernooi begon, zegde hij niettemin af vanwege een knieblessure.

## Erelijst
Atlético Nacional
- Copa Mustang

2005, 2007 [A], 2007 [C]
 Monarcas Morelia
- Copa México

2013